# Bazar-Korgon
Bazar-Korgon (kirg. Базар-Коргон) – miasto w obwodzie dżalalabadzkim w Kirgistanie; 33 tys. mieszkańców (2009), stolica rejonu Bazar-Korgon.